# Bigoût Records
Bigoût Records est un label discographique français, basé à Lyon, en Rhône-Alpes, spécialisé dans le noise rock, la musique expérimentale et le heavy metal. Il est fondé en 2007 par Damien Debard et Paul Martin. Bigoût Records est aussi une association qui organise des concerts, un revendeur de disques, et, depuis 2019, un magasin situé dans les Pentes de la Croix-Rousse à Lyon.

## Histoire
Bigoût Records est créé en 2007 par Damien Debard et Paul Martin afin de pouvoir sortir l'EP Social Haven of Cultural Decline de leur groupe Kiruna. Comme le label n'a alors pas vocation à continuer au-delà de la production de ce disque, ils choisissent le nom Bigoût en référence au chewing-gum produit par Malabar.
Pourtant en 2008 parait sur le label le premier album de Kiruna, Penundaan. Puis, en 2009, ils sont contactés par un ami, qui gère le label parisien Rejuvenation, pour participer à la production de l'album Landlord du groupe australien Scul Hazzards,. En 2010, ils participent à la production de l'album Dead Lake du groupe anglais Silent Front. Il s'agit d'une étape importante pour le label qui lui permet de commencer à toucher un public hors de leur cercle habituel.
En parallèle du label, ils organisent des concerts à Lyon. Ils essaient notamment de faire jouer des groupes qui ne viendraient pas à Lyon s'ils ne s'en occupaient pas. Ils font aussi de la distro, qui est une pratique qui consiste à échanger des disques avec d'autres groupes ou labels et à les revendre lors d'événements ou de concerts. En plus des échanges, ils finissent par acheter des disques et à les revendre sur leur site web, lancé en 2016,. A force d'accumuler les références ils se décident à ouvrir un magasin.
En décembre 2019, Bigoût ouvre sa boutique au rez-de-chaussée du 24 rue des Capucins dans les Pentes de la Croix-Rousse à Lyon, qui est un local inutilisé par un professeur de batterie.

## Groupes et artistes
- Alabaster
- Art Of Burning Water
- Boucan
- Chevignon
- Dewaere
- Doppler
- Endless Floods
- Kiruna
- Membrane
- Salo
- Scul Hazzards
- Sheik Anorak
- Silent Front
- Sofy Major
- Stuntman
- Ten Volt Shock
- Torticoli
- Ukandanz
- Ultra Panda
- USA Nails
- Viceprez